# Onychogomphus maculivertex
Onychogomphus maculivertex – gatunek ważki z rodziny gadziogłówkowatych (Gomphidae).